# ماكسيميليان كراوس
ماكسيميليان كراوس (بالألمانية: Maximilian Krauß)‏ هو لاعب كرة قدم ألماني في مركز نصف الجناح، ولد في 24 نوفمبر 1996 في مونشبرغ في ألمانيا. لعب مع نادي أونترهاخينغ.

## وصلات خارجية
- ماكسيميليان كراوس على موقع قاعدة بيانات كرة القدم.إي يو (الإنجليزية)
- ماكسيميليان كراوس على موقع عالم كرة القدم.نت (الإنجليزية)